# Назаренко, Борис Николаевич
Борис Николаевич Назаренко (1928, Уссурийск — 1990) — советский боксёр, выступавший в средней (до 73 кг), второй средней (до 75 кг) и полутяжёлой (до 81 кг) весовых категориях. Трёхкратный чемпион (1950 — в среднем весе, 1951 и 1953 — во втором среднем весе) и двукратный призёр (1955 — во втором среднем весе и 1956 — в полутяжёлом весе) чемпионатов СССР по боксу, бронзовый призёр летней Спартакиады народов СССР (1956 — в полутяжёлом весе). После окончания карьеры стал функционером в Ленинградской федерации бокса.

## Биография
Борис Назаренко родился в 1928 году в Уссурийске. В 1944 году начал заниматься боксом под руководством Георгия Зыбалова. Отличался мужеством и волей к победе, предпочитал тактику встречного боя.
С 1950 по 1951 год выступал за московский ЦДКА (в феврале 1951 переименован в ЦДСА). На чемпионате СССР 1950 года в Свердловске, выступая в среднем весе (до 73 кг), победил в финальном поединке Василия Романова и стал чемпионом СССР. В следующем году, на чемпионате СССР, который проходил с 24 июня по 1 июля в Донецке, выступая во втором среднем весе, Борис Назаренко дошёл до финала, где одержал победу над Виктором Лукьяновым и стал двукратным чемпионом СССР.
С 1953 по 1955 год боксировал за ленинградское спортивное общество «Советская Армия», где его тренировал В. А. Коган. На чемпионате СССР 1953 года, который проходил с 17 по 22 марта в Иваново, Назаренко, выступая во втором среднем весе, вновь встретился в финальном поединке с Виктором Лукьяновым и одержал победу, став одним из 30 трёхкратных чемпионов СССР по боксу. На чемпионате СССР 1955 года в Москве, который проходил с 17 по 29 ноября, выступая во втором среднем весе, проиграл в финальном поединке Геннадию Шаткову и занял второе место.
В 1956 году перешёл в другое ленинградское спортивное общество — «Спартак», где тренировался под руководством Николая Николаевича Кужина. В 1956 году, на чемпионате СССР в Москве, который был совмещён с I летней Спартакиадой народов СССР и проходил с 7 по 13 августа, Борис Назаренко, выступая в рамках полутяжёлого веса (до 81 кг), стал призёром турнира, заняв третье место.
Всего за свою любительскую карьеру Борис Назаренко провёл 195 поединков, победив в 167 из них. После окончания карьеры занимал административную должность в Ленинградской федерации бокса. Скончался в 1990 году.
В 1999 году в уссурийском цирке прошёл всероссийский турнир дальневосточной зоны среди юниоров памяти Бориса Назаренко.